# United States Congress Joint Committee on Reconstruction

Le congrès des États-Unis.

Le Joint Committee on Reconstruction, également connu sous le nom de Joint Committee of Fifteen, est un comité mixte du 39e Congrès des États-Unis qui joue un rôle majeur dans la reconstruction au lendemain de la guerre civile américaine. Il est créé pour « enquêter sur la situation des États qui ont formé les États soi-disant confédérés d'Amérique, et indiquer s'ils, ou l'un d'entre eux, ont le droit d'être représentés dans l'une ou l'autre chambre du Congrès ». 
Ce comité rédige également le quatorzième amendement à la Constitution des États-Unis, bien que certains changements aient été apportés par la suite au Congrès. Le comité recommande avec succès que le Congrès refuse de réadmettre les États du Sud à la représentation au Congrès jusqu'à ce qu'ils aient ratifié le quatorzième amendement.

## Création et composition

Carte de la division des États vers la fin de la guerre civile américaine (1861-1865). Le bleu indique les États de l'Union, dont cinq États limitrophes en bleu clair. Le rouge représente les États confédérés d'Amérique. Les zones non colorées sont des territoires.

Le comité est créé le 13 décembre 1865, après que les deux chambres sont parvenues à un accord sur une version amendée d'une résolution simultanée de la Chambre présentée par le représentant Thaddeus Stevens de Pennsylvanie pour établir un comité mixte de 15 membres. Stevens et le sénateur William P. Fessenden du Maine sont coprésidents. Le comité mixte se divise en quatre sous-comités pour entendre les témoignages et recueillir des preuves. Le premier sous-comité s'occupe du Tennessee, le second s'occupe de la Virginie et des Carolines, le troisième s'occupe de la Géorgie, de l'Alabama, du Mississippi et de l'Arkansas et le quatrième sous-comité s'occupe de la Floride, de la Louisiane et du Texas. Au total, 144 témoins sont appelés à témoigner.
Le comité mixte comprend neuf membres de la Chambre et six du Sénat. Les membres de la Chambre sont le membre du Congrès Stevens (R-PA), Elihu Washburne (R-IL), Justin Morrill (R-VT), John A. Bingham (R-OH), Roscoe Conkling (R-NY), George Boutwell (R -MA), Henry Blow (R-MO), Henry Grider (D-KY) et Andrew Jackson Rogers (D-NJ). Les membres du Sénat étaient le président Fessenden (R-ME), James W. Grimes (R-IA), Jacob Howard (R-MI), George Henry Williams (R-OR), Ira Harris (R-NY) et Reverdy Johnson (D-MD).

## Journal et rapport
Les décisions du comité sont enregistrées dans son journal, mais le journal ne révèle pas les débats ou discussions du comité qui sont délibérément tenus secrets. Cependant, une fois les travaux du comité sur le quatorzième amendement terminés, plusieurs de ses membres s'expriment, y compris le sénateur Howard, qui prononce un long discours devant le Sénat dans lequel il présente « de manière très succincte, les vues et les intentions qui ont influencé ce comité, pour autant que je comprenne ces points de vue et intentions ».
Le comité mixte produit un rapport après que le Congrès ait déjà donné son approbation finale pour envoyer le projet de quatorzième amendement aux États pour ratification, le rapport est largement diffusé. Le rapport est signé par douze des quinze membres du comité, un rapport minoritaire de désaccord est signé par Johnson, Rogers et Grider. Le Comité mixte sur la reconstruction n'est réactivé lors du prochain Congrès.